# Сибирный, Андрей Андреевич
Андрей Андреевич Сибирный (род. 31 октября 1948) — украинский ученый, директор Института биологии клетки НАН Украины, доктор биологических наук, профессор, академик Национальной академии наук Украины (2012).

## Биография
Родился 31 октября 1948 года в селе Хижа Виноградовского района Закарпатской области в семье начальника пограничной заставы. Отец — Сибирный Андрей Константинович (1923—1999) происходил из Кобелякского района на Полтавщине, мать — Сибирная (до замужества Массель) Елена Иосифовна родилась в 1926 г. в Житомире. Детство вместе с родителями и братом Владимиром провёл в Закарпатье, Житомирщине и Львовщине. Обучение начал в 1955 г. в пгт Городница Новоград-Волынского района Житомирской области, продолжал учёбу в Городке и Самборе Львовской обл. В 1965 г. окончил Самборскую СШ № 2 с золотой медалью. В том же году поступил на биологический факультет Львовского государственного университета им. И. Франко, который окончил в 1970 г. с отличием.

### Семья
- Жена — Наталья Сибирная, доктор биологических наук, профессор, зав. кафедрой биохимии Львовского Национального университета им. И. Франко.
- Дочь — Катерина Сибирная-Каста, доктор биологии, проживает в г. Монтиньи-ле-Бретонне, Франция, работает научным сотрудником отдела биотехнологии Центра ядерной энергии в г. Сакле, Франция.
- Дочь — Анастасия, студентка биологического факультета Львовского Национального университета им. И. Франко и университета École Normale Supérieure, Париж, Франция.
- Внучка — Александра Мария (от дочери Катерины).
- Сын — Владимир (от первого брака) — священник Украинской греко-католической церкви в г. Трой (штат Нью Йорк, США)

## Научная и педагогическая деятельность
Научные исследования начал, будучи студентом биологического факультета, под руководством известного украинского микробиолога профессора Георгия Шавловского. Кандидатскую диссертационную работу, посвященную изучению закономерностей транспорта пуринов у флавиногенных дрожжей Pichia guilliermondii, защитил в 1973 г. в Институте биохимии АН Украины в Киеве. Был первым аспирантом Львовского отделения Института биохимии им. А. В. Палладина АН Украины. Опубликовал первую международную публикацию в этом учреждении. Это статья в FEBS Letters за 1973 г. Докторскую диссертацию защитил в 1986 г. в Ленинградском университете. В 1988 г. по совместительству возглавил кафедру генетики и биотехнологии Львовского университета. Работал заведующим до 1993 г., а потом до 1996 г. — профессором этой кафедры. С 1996 г. преподает в Польше, сперва в Ченстоховськой политехнике, а с 2000 г. в Жешувском университете, с 2005 г. заведует кафедрой биотехнологии и микробиологии Жешувского университета. В 1990 г. ему присуждено научное звание профессора по кафедре генетики и биотехнологии, в 2003 г. избран членом-корреспондентом Национальной академии наук Украины по специальности «биология клетки», а в 2012 г. избран академиком (действительным членом) НАН Украины по специальности «биология дрожжей». Работал во Львовском отделении Института биохимии им. А. В. Палладина НАН Украины на должностях младшего, старшего, ведущего научного сотрудника. Организатор лаборатории (1985 г.) и отдела (1988 г.) биохимической генетики Отделения Института биохимии НАН Украины (современное название — отдел молекулярной генетики и биотехнологии). Провел значительную работу по организации на базе Львовского отделения Института биохимии самостоятельного Института биологии клетки НАН Украины. С момента создания в 2000 г. по настоящее время работает директором этого института. Подготовил 18 кандидатов наук и 4 доктора наук, сейчас руководит подготовкой 6 кандидатских и консультирует подготовку 2 докторских диссертаций. Сибирный А. А. — известный специалист в областях биологии и биотехнологии дрожжей. Он впервые обнаружил явление азотной катаболитной инактивации, установил закономерности регуляции биосинтеза и транспорта рибофлавина у дрожжей, впервые идентифицировал регуляторные гены флавиногенеза. Изучает закономерности углеродной катаболитной репрессии у неконвенционных дрожжей. В течение последних лет изучает закономерности биогенеза и аутофагийной деградации специальных органелл, пероксисом, идентифицировал 5 из известных сегодня 36 генов, задействованных в аутофагии. Изучает механизмы сенсинга и сигналинга у дрожжей, участвующие в процессах катаболитной репрессии и пексофагии. Им сконструированы активные продуценты рибофлавина, FMN, FAD, сверхпродуценты рекомбинантного белка поверхностного антигена вируса гепатита B, важных для биотехнологии и медицины ферментов (алкогольоксидаза, глюкозооксидаза, аргиназа, аргининдезиминаза), разработаны новые клеточные элементы биосенсоров, пригодные для определения важных соединений (этанол, метанол, формальдегид), созданы новые энзиматические наборы аналитического назначения («Диаглюк» и «Алкотест»), внедренные в производство. В последние годы А. А. Сибирный активно работает в области метаболической инженерии дрожжей с целью конструирования эффективных микробных продуцентов топливного этанола из растительной биомассы (лигноцеллюлозы). Он также работает в области медицинской биотехнологии. Им впервые начата реализация двух проектов для преодоления такого тяжелого заболевания как рак. Один касается создания дефицита аргинина в качестве метода торможения опухолевого роста. Другой — использование эффекта Варбурга для разработки новых подходов в химиотерапии рака.

## Научные достижения
Автор свыше 400 научных публикаций, в том числе 180 научных статей (из них более 100 в международных изданиях). Автор 4 монографий, 2 методических пособий и 24 авторских свидетельств и патентов Украины, СССР, США, Японии и Южной Кореи. Импакт-фактор его научных публикаций на протяжении последних 5 лет составляет свыше 150. Выступал с пленарными докладами на многих международных конференциях. Председатель Оргкомитета Международного конгресса по дрожжам (Киев, 2008), в котором принимал участие Нобелевский лауреат Аарон Чехановер, международных симпозиумов по неконвенционных дрожжам (Львов 2001, Львов 2011), Украинско-польских Вайглевских конференций, Первого (Львов, 2004), Второго (Киев, 2007) и Третьего (Ялта, 2012) съездов Украинского общества клеточной биологии с международным представительством и иных международных конференций.

## Международное сотрудничество
Сибирный А. А. проводит широкое международное сотрудничество. Был ранее или в настоящее время является руководителем или соруководителем 18 международных долгосрочных грантов. Консультант фирм Archer Daniels Midland Co. (США) и Artes Biotechnology GmbH (Германия). Возглавляет кафедру биотехнологии и микробиологии Жешувского университета (Польша), руководитель 3-й Государственной ключевой лаборатории молекулярной и клеточной биологии. Председатель Международной комиссии по дрожжам Международного союза микробиологических обществ (IUMS), Председатель Международной комиссии по неконвенционных дрожжам, Президент Украинского общества клеточной биологии, руководитель секции «Биология» Западного научного центра НАН Украины и Минобразования и науки Украины, член Центрального Совета и Президиума Украинского биохимического общества и общества микробиологов Украины, а также делегат этого общества в Федерации Европейских микробиологических обществ (FEMS), член Центрального Совета Украинского общества генетиков и селекционеров им. М. И. Вавилова и член Международного комитета по молекулярной биологии и генетике дрожжей. Он является председателем специализированного ученого совета по защите докторских диссертаций по специальностям 03.00.11 «цитология, клеточная биология, гистология» и 03.00.07 «микробиология» при Институте биологии клетки НАН Украины.

## Членство в редколлегиях научных журналов
Сибирный А. А. — член редколлегий 8 украинских (в том числе «Цитология и генетика», «Украинский биохимический журнал», «Биополимеры и клетка», «Микробиологический журнал») и 4 международных научных изданий «Yeast», «FEMS Yeast Research», «Autophagy», «Cell Biology International».

## Список важнейших научных публикаций
- 1. Polupanov AS, Nazarko VY, Sibirny AA. (2012) Gss1 protein of the methylotrophic yeast Pichia pastoris is involved in glucose sensing, pexophagy and catabolite repression. Int. J. Biochem. Cell Biol. 44(11):1906-1918.
- 2. Abbas CA, Sibirny AA. (2011) Genetic control of biosynthesis and transport of riboflavin and flavin nucleotides and construction of robust biotechnological producers. Abbas CA, Sibirny AA. Microbiol. Mol. Biol. Rev. 75(2):321-360. Review.
- 3. Nazarko VY, Nazarko TY, Farré JC, Stasyk OV, Warnecke D, Ulaszewski S, Cregg JM, Sibirny AA, Subramani S. (2011) Atg35, a micropexophagy-specific protein that regulates micropexophagic apparatus formation in Pichia pastoris. Autophagy. 7(4):375-385.
- 4. Dmytruk KV, Yatsyshyn VY, Sybirna NO, Fedorovych DV, Sibirny AA. (2011) Metabolic engineering and classic selection of the yeast Candida famata (Candida flareri) for construction of strains with enhanced riboflavin production. Metab Eng. 13(1):82-88.
- 5. Ishchuk OP, Voronovsky AY, Abbas CA, Sibirny AA. (2009) Construction of Hansenula polymorpha strains with improved thermotolerance. Biotechnol. Bioeng. 104(5):911-919.
- 6. Yatsyshyn VY, Ishchuk OP, Voronovsky AY, Fedorovych DV, Sibirny AA. (2011) Production of flavin mononucleotide by metabolically engineered yeast Candida famata. Metab. Eng. 11(3):163-167.
- 7. Voronovsky AY, Rohulya OV, Abbas CA, Sibirny AA. (2009) Development of strains of the thermotolerant yeast Hansenula polymorpha capable of alcoholic fermentation of starch and xylan. Metab. Eng. 11(4-5):234-242.
- 8. Dmytruk OV, Dmytruk KV, Abbas CA, Voronovsky AY, Sibirny AA. (2008) Engineering of xylose reductase and overexpression of xylitol dehydrogenase and xylulokinase improves xylose alcoholic fermentation in the thermotolerant yeast Hansenula polymorpha. Microb. Cell Fact. Jul 23;7:21.
- 9. Stasyk OG, Maidan MM, Stasyk OV, Van Dijck P, Thevelein JM, Sibirny AA. (2008) Identification of hexose transporter-like sensor HXS1 and functional hexose transporter HXT1 in the methylotrophic yeast Hansenula polymorpha. Eukaryot. Cell. 7(4):735-746.
- 10. Nazarko VY, Futej KO, Thevelein JM, Sibirny AA. (2008) Differences in glucose sensing and signaling for pexophagy between the baker’s yeast Saccharomyces cerevisiae and the methylotrophic yeast Pichia pastoris. Autophagy. 4(3):381-4.

## Список важнейших патентов
- 1. Sibirny AA, Dmytruk KV, Fedorovych DV. The yeast strain Candida famata IMV Y-5034, the producer of riboflavin (vitamib В2). Ukrainian Patent No. 90754, filled on 25.05.2010. Bulletin No. 10.
- 2. Sibirny AA, Yatsyshyn VY, Fedorovych DV, Ishchuk OP, Voronovsky AY. Candida famata IMV Y-5028, the producer of flavin mononucleotide (5′- FMN). Ukrainian Patent No. 90754, filled on 25.05.2010. Bulletin No. 10.
- 3. Dmytruk K., Semkiv M., Sibirny A. (2009) Improvement of ethanol yield and reduction of biomass accumulation in the recombinant strain of Saccharomyces cerevisiae overexpressing ATPase. Provisional patent application Docket No. CP.0133.US00, Archer Daniels Midland Company, USA.
- 4. Dmytruk O.V., Dmytruk K.V., Abbas C.A., Voronovsky A.Y., Sibirny A.A. (2009) Engineering of xylose reductase and overexpression of xylitol dehydrogenase and xylulokinase improves xylose alcoholic fermentation in the thermotolerant yeast Hansenula polymorpha. Provisional patent application. Docket No. CP0119PC01, Archer Daniels Midland Company, USA.
- 5. Abbas C.A., Sibirny A.A, Voronovsky A.Y., Ishchuk O.P., Ryabova O.B. (2008) Increased ethanol production from xylose. United States Patent Application 20080254524: Application Number: 12/103861, Publication Date: 10/16/2008, Filing Date: 04/16/2008. Archer Daniels Midland Company, USA.
- 6. Abbas C.A., Sibirny A.A., Voronovsky A.Y., Ishchuk O.P. (2009) Alcoholic xylose fermentation at high temperatures by the thermotolerant yeast Hansenula polymorpha. United States Patent Application 20090155872: Application Number: 12/330839, Publication Date: 06/18/2009. Archer Daniels Midland Company, USA.
- 7. Abbas C.A., Sibirny A.A., Voronovsky A.Y. (2009) Development of strains of the thermotolerant yeast Hansenula polymorpha capable of alcoholic fermentation of starch and xylan by expression of starch and xylan degrading enzymes. Provisional patent application Attorney’s Docket No. CP0119PC01, Archer Daniels Midland Company, USA.
- 8. Abbas, C., A. Y. Voronovsky, L. R. Fayura, B. V. Kshanovska, K. V. Dmytruk, K. A. Sibirna, and A. A. Sibirny (2003) Transformation systems for flavinogenic yeast. US Patent US2003/0082815 A1.
- 9. Kang, H.A., Rhee, S.K., Sohn, M.J., Sibirny, A.A., Ubiyvovk, V.M. (2002) Gamma-glutamylcysteine synthetase and gene coding for the same. Japanese Patent No. 50201769777, 02245JP, 2002-339824, issued 22.11.2002.

## Награды и отличия
- Заслуженный деятель науки и техники Украины
- Лауреат премии им. А. В. Палладина НАН Украины
- Лауреат Государственной премии Украины в области науки и техники
- Знак отличия Львовского городского Головы «Почетный знак Святого Юрия» за весомый вклад в развитие биологической науки, выдающиеся достижения в области генетики, биохимии, молекулярной биологии.